# Клоч, Иоганн Фридрих
Иоганн Фридрих Клоч (нем. Johann Friedrich Klotzsch; 9 июня 1805, Виттенберг, Германия — 5 ноября 1860, Берлин, Германия) — немецкий фармацевт, ботаник и врач.
Его труды посвящены главным образом микологии, им были изучены и описаны многие виды грибов.

## Краткая биография
Первоначальное образование получил в частной школе своего родного города. В возрасте 14 лет переехал в Бад-Дюбен, где поступил учеником в аптеку. Для продолжения фармакологического и ботанического обучения он перебрался в Берлин, а с 1830 по 1832 год работал в Англии и Шотландии, в Королевском ботаническом саду в Лондоне. В Лондоне он работал под руководством Уильяма Джексона Гукера, что позволило ему многому научиться. В 1832 году он отправился в Берлин, где был назначен, в 1834 году, ассистентом руководителя Королевского Гербария в Берлине. В то время гербарий и ботанический сад возглавлял естествоиспытатель и поэт Адельберт фон Шамиссо. После защиты учёной степени доктора в 1838 году он продолжил работать в Берлинском ботаническом музее, где был его куратором и директором до конца жизни. В 1851 году он стал полноправным членом Берлинской академии наук.

## Признание
Его именем был назван род растений семейства Зонтичные (Apiaceae) — Klotzschia Cham. et Schltdl..

## Вклад в систематику

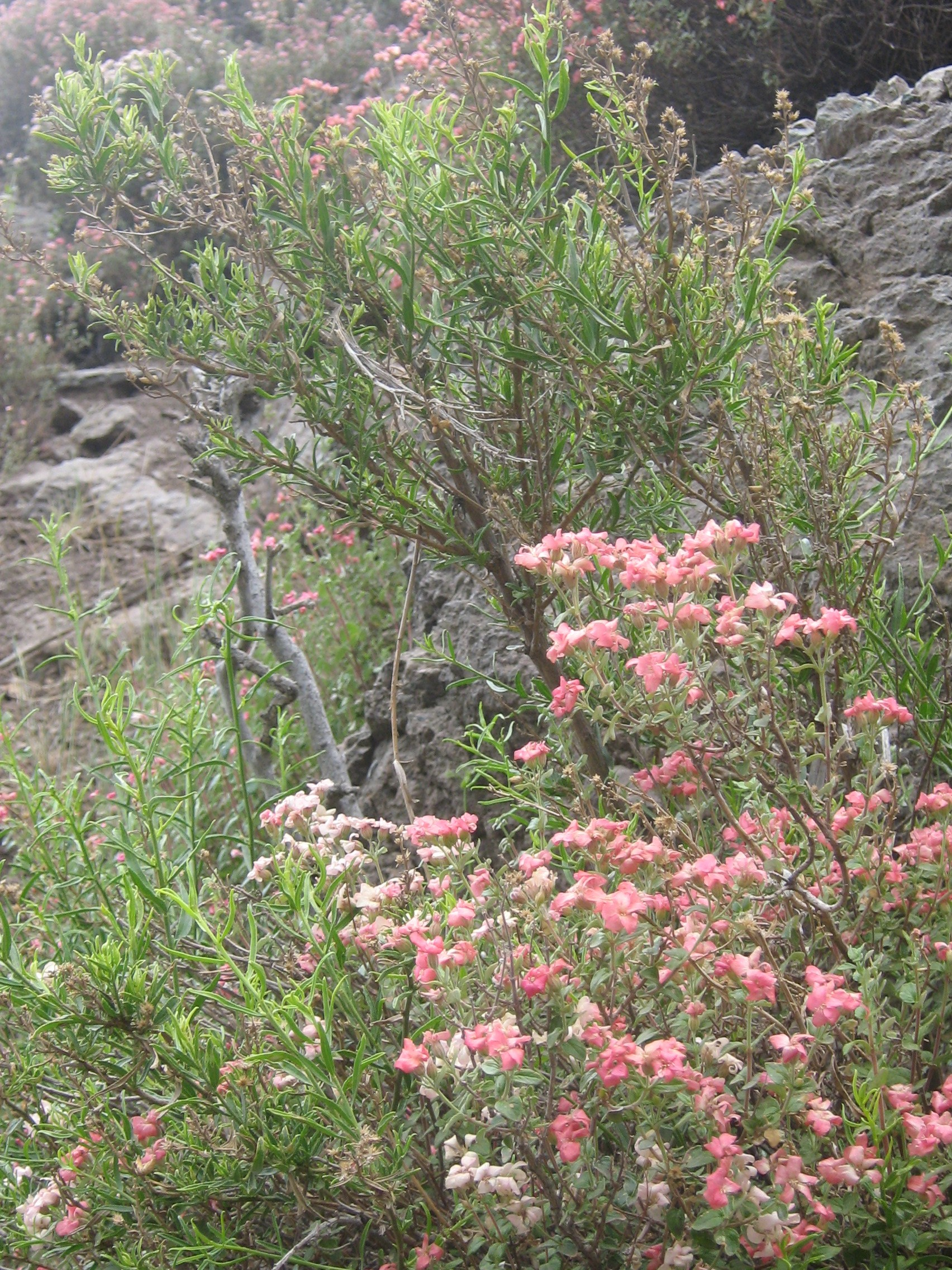
Растение семейства.

Ему принадлежит авторство наименований отдельных семейств:
- Clethraceae Klotzsch — Клетровые,
- Vivianiaceae Klotzsch — Вивианиевые.

Им названо несколько триб семейства Вересковые (Ericaceae):
- Andromedeae Klotzsch,
- Calluneae Klotzsch,
- Eleutherostemoneae Klotzsch;

описано более сотни родов растений и огромное количество видов, например:
- Elaphoglossum moritzianum (Klotzsch) T.Moore 1857 [syn. Acrostichum moritzianum Klotzsch 1847, Linnaea, 20: 423[1]]

## Избранные работы
- Mykologische Berichtigungen zu der nachgelassenen Sowerbyschen Sammlung, so wie zu den wenigen in Linneschen Herbarium vorhandenen Pilzen nebst Aufstellung einiger ausländischer Gattungen und Arten, in Linnaea 7, S. 193—203 (1832)
- Herbarium vivum mycologicum sistens fungorum per totam Germaniam crescentium collectionem perfectam (1832)
- Pflanzen-Abbildungen und -beschreibungen zur Erkenntnis officineller Gewächse, 1838—1839
- Die botanischen Ergebnisse der Reise … des Prinzen Waldemar zu Preußen in den Jahren 1845 und 1846, 1862
- Begoniaceen-Gattungen und Arten, 1854
- Pistia, 1852
- Pflanzenbastarde und Mischlinge, sowie deren Nutzanwendung, 1854
- Philipp Schönleins botanischer Nachlaß auf Cap Palmas, 1856
- Die Aristolochiaceen des Berliner Herbariums, 1859
- Linne’s natürliche Pflanzenklasse Tricoccae des Berliner Herbariums im Allgemeinen und die Euphorbiacae insbesondere, 1859